# Colchicum pusillum
Colchicum pusillum är en tidlöseväxartt som beskrevs av Franz Wilhelm Sieber. 
Colchicum pusillum ingår i släktet tidlösor och familjen tidlöseväxter. Inga underarter finns listade i Catalogue of Life.